# Моргенштерн, Джо
Джо Моргенштерн (англ. Joe Morgenstern; род. 3 октября 1932, Нью-Йорк) — американский писатель, журналист и кинокритик. Он получил Пулитцеровскую премию за критику в 2005 году. 

## Биография
С 1965 по 1983 год Моргенштерн был кинокритиком в Newsweek. В течение этого времени он критиковал Бонни и Клайда, а затем пересмотрел своё мнение достаточно серьёзно, чтобы отозвать его в следующем выпуске. Это стало прекрасной маркетинговой возможностью для Warner Brothers, чтобы привлечь интерес к фильму, отметив, что это заставило крупного кинокритика изменить своё мнение о его достоинствах. С 1983 по 1988 год он вёл колонку для Los Angeles Herald Examiner. Он был одним из основателей Национального общества кинокритиков.
Моргенштерн также работал сценаристом. Он был соавтором телевизионного фильма 1976 года «Мальчик в пластиковом пузыре» и работал над несколькими эпизодами сериала «Закон и порядок».
Моргенштерн начал писать обзоры для The Wall Street Journal в мае 1995 года. Его обзоры фильмов появлялись каждую пятницу в разделе «Выходные и досуг» газеты, и он освещал киноиндустрию в колонке, которая выходила каждую вторую субботу. Он получил Пулитцеровскую премию за критику в 2005 году, что делает его лишь третьим кинокритиком, получившим Пулитцеровскую премию за критику, после Роджера Эберта из Chicago Sun-Times и Стивена Хантера из The Washington Post. В 2022 году Моргенштерн ушёл из The Wall Street Journal, а его последняя колонка вышла в печать 29 апреля, за два дня до его 27-летия в газете. В это время он также публиковал обзоры для радиостанции в Лос-Анджелесе KCRW.

## Личная жизнь
Моргенштерн родился в Нью-Йорке и окончил Университет  в 1953 году. Он был женат на актрисе Пайпер Лори с 1962 года до их развода в 1982 году; они усыновили одну дочь. Моргенштерн живет в Санта-Монике, Калифорния по состоянию на 2015.